# Tatiana Bulanova
Tatiana Bulánova (en ruso: Татьяна Буланова, Leningrado 6 de marzo de 1969) es una famosa cantante reconocida tanto por sus canciones románticas marcadamente melancólicas, así como sus remixes techno.

## Biografía
Tatiana Bulanova es hija de Ivan Petrovich Bulanov (1933—1998) graduado de la Escuela Naval de Sarátov como buceador y Nina Pávlovna Bulanova, fotógrafa profesional. Hermana de Valentín Bulanov, submarinista militar al igual que su padre. Catalogada como estudiante de primera clase, Tatiana asistía a clases de gimnasia rítmica, pero debido a sus estudios en la escuela de música, se vio obligada a dejar la gimnasia. Tatiana empezó a interesarse por la música gracias a su madre, se graduó de la Escuela de música, en la carrera de piano. A los 15 años comenzó a interpretar romanzas urbanas en guitarra. Después de graduarse de la secundaria, Tatiana se inscribe en la Universidad Estatal de la Cultura y las Artes de Leningrado, pero fue rechazada. En 1987, fue admitida en el Departamento de Bibliotecología de esta misma universidad en la especialidad de «bibliotecaria-bibliógrafa».
Durante su estadía en el instituto, la futura cantante, trabajaba paralelamente en la biblioteca de la academia naval, en la facultad extranjera.
Al enterarse de que en la escuela-estudio del music hall petersburgués requerían estudiantes, Tanya cursaba el tercer curso en el instituto en otoño de 1989, 
deja todo y parte para la sección coral, donde estudió alrededor de un año. En aquel periodo el nivel de formación de la institución era comparable con el de 
una escuela teatral. En diciembre de 1989, Tatiana conoció a Nikoláy Таgrin, que en aquel momento era el líder del grupo «Летний сад» (Jardín de verano), y posteriormente se convertiría en su esposo y padre de su primer hijo. Junto con este grupo de Tatiana hizo sus primeras grabaciones, y más tarde haría una gira nacional. El debut escénico de la Bulanova tendría lugar el 16 de abril de 1990 en el auditorio del Instituto Estatal de Tecnología de San Petersburgo.

## Carrera profesional
En 1991 Tatiana junto a su grupo «Jardín de verano» participaron en el festival «Yalta-91», en una presentación del programa televisivo «Огонёк» (La Chispa)
con la canción Como si no es así. En este mismo programa y con la interpretación de la canción «Не плачь» (No llores) fue galardonada con el gran premio. 
Posteriormente daría una gira por ciudades y regiones de Rusia. En 1993, con el grupo visitó el Extremo Oriente.
7 canciones del álbum «Странная встреча» (Extraño encuentro) escritas en verso por el poeta moscovita Sergey Pаtrushеv. Dos de ellos se interpretados en tеlеfеstivаl Canción del año: «Canción de cuna» (1994) y «Palabras bonitas» (1995).
En 1994 Tatiana y «Jardín de Verano» lideran la venta por unidades de casetes, más de 200 mil.
En 1996 después de la salida del álbum «Mi corazón ruso», grabado junto con el compositor Oleg Моlchаnоv, Tatiana esteraliza el rodaje de la película «las Viejas canciones», y los seriales: «La calle de los faroles rotos» y «Petersburgo bandidesco» en el que canta la totalidad de las canciones de los autores petersburgueses.
En el período de 1996-1999 trabaja con Oleg Моlchаnоv y Аrkаdy Slаvоrоsоv. 
El 27 de octubre de 1999 es lanzado el álbum de rock experimental «Bandada», en el 2000 Буланова lanza un nuevo álbum con pistas de baile, junto al DJ Tsvetkov. Las letras de las canciones estuvo a cargo de Oleg Popkov. 
En el período de 2000—2002 Буланова colabora con Oleg Попковым y lanza el baile de los álbumes «Amor de oro» (2001) y «Esto es un juego» (2002).
En el concierto final de la «Canción del año 2003» a la artista le fue entregado el Premio Emérito Claudia Shulzhenko, por su contribución al desarrollo de la canción nacional. El 23 de noviembre de 2004 a Tatiana le fue otorgado el título de «Artista Emérito de la Federación Rusa».

## Vida personal
Después de casarse con el futbolista ruso Vladislav Radimov, se tomó un tiempo para centrarse en su familia, actuando normalmente en los espectáculos "All-Stars" en lugar de conciertos en solitario. Bulanova y Radimov se divorciaron en 2016. Tienen un hijo, Nikita. Este fue el segundo matrimonio de Bulanova. En junio de 2023, se casó con el ex tenista Valery Rudnev.

## Discografía

### Álbumes de estudio
- 25 гвоздик / 25 claveles — (1990)
- Не плачь / No llores — (1991)
- Старшая сестра / La hermana mayor — (1992)
- Странная встреча / Un encuentro extraño — (1993)
- Измена / Traición — (1994)
- Обратный билет / El boleto de regreso — (1995)
- Моё русское сердце / Mi corazón ruso — (1996)
- Стерпится-слюбится / El tiempo hace maravillas — (1997)
- Женское сердце / Corazón femenino — (1998)
- Стая / El rebaño — (1999)
- Мой сон / Mi sueño — (2000)
- День рождения / Cumpleaños — (2001)
- Золото любви / El amor dorado — (2001)
- Красное на белом / Rojo sobre blanco — (2002)
- Это игра / Esto es un juego — 2002
- Любовь / Amor — (2003)
- Белая черёмуха / El cerezo aliso blanco — (2004)
- Летела душа / Deja mi alma volar — (2005)
- Люблю и скучаю / Amo y anhelo — (2007)
- Романсы / Romance — (2010)
- Это Я / Esta soy yo — (2017)

### Ediciones especiales
- Sueño de verano — (2001)

### Recopilatorios
- Я сведу тебя с ума / Te vuelvo loco — (1995)
- Скоро боль пройдёт / El dolor pronto pasará — (1995)